# Guarda mayor del rey
El guarda mayor del rey o guarda mayor del Cuerpo del Rey era un oficial de la Casa real de Castilla cuya función era proteger al monarca y estar al mando de su guardia personal.

## Historia
Algunos autores, al hablar de este cargo, afirmaron que era más «honorífico que efectivo», pero Jaime de Salazar y Acha señaló que tal vez sería así durante el último periodo de la Baja Edad Media, pero no en sus comienzos, ya que en un primer momento la seguridad del rey estaba en manos de su alférez, pero este a su vez posiblemente delegaría esa responsabilidad en otro oficial de rango inferior que posiblemente con el transcurso de los siglos evolucionaría hasta pasar a ser, en opinión de ese historiador, el oficial conocido como guarda mayor del rey.
Y cuando en el siglo XIII el cargo de alférez del rey fue monopolizado por miembros de la alta nobleza, como los Lara y los Haro, y también por miembros jóvenes de la realeza o incluso por niños de corta edad, la protección del rey quedó en manos de su guarda mayor, que es mencionado por primera vez en el reinado de Sancho IV de Castilla, ya que en la Crónica de este monarca el noble portugués Esteban Pérez Florián es mencionado como «guarda del Rey», y en otro documento de 1290 Diego Gómez de Roa es mencionado como «guarda mayor de nuestro cuerpo».
Hacia el año 1424, el cargo de guarda mayor pasó a ser compartido por dos individuos, aunque se desconoce si fue porque se había convertido en un título más «honorífico que efectivo», o porque se rotaban para ejercerlo. Pero si está comprobado que en 1447, durante el reinado de Juan II de Castilla, y según consta en uno de los libros de asientos de su reinado, varios individuos ocupaban el cargo de guarda mayor del rey, que se había convertido en hereditario para varias familias del reino, y percibían 20.000 maravedís anuales en concepto de salario.

## Funciones

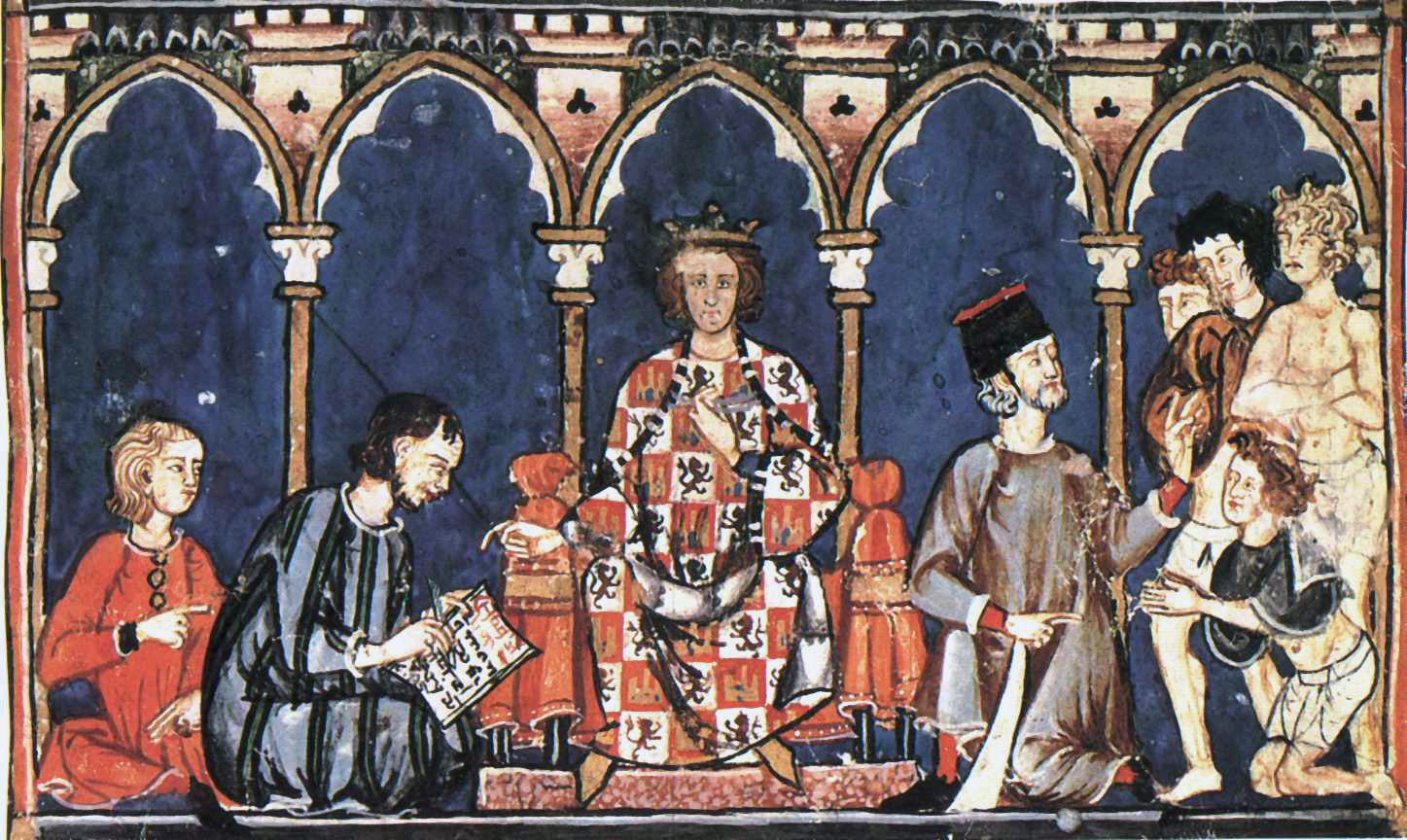
Miniatura medieval que representa al rey Alfonso X y su Corte. Libro de los juegos.

En el reinado de Alfonso X de Castilla, como señaló Manuel González Jiménez, el guarda mayor del rey era el responsable de la seguridad del rey y de su familia en la Corte o en su palacio, y a sus órdenes se hallaba un pequeño grupo de hombres entre los que se contaban veinte ballesteros de infantería y otros diez montados, que custodiaban la Corte o el lugar donde se hallara el monarca, aunque por otro lado otros veinte caballeros y un número similar de escuderos de a pie eran los protectores del monarca y de sus familiares. Y las otras obligaciones del guarda mayor del rey eran:
- Comandar la guardia personal que protegía al rey.[5]
- Coordinar todo lo relativo a la seguridad del monarca y encargarse de su organización.[5]
- Interactuar también con otros oficiales de la Corte como los Justicias mayores de la Casa del rey o los alguaciles mayores del rey, que tenían encomendadas algunas labores policiales y de orden público dentro de la misma.[5]

## Guardas mayores del rey

### Reinado de Sancho IV de Castilla (1284-1295)

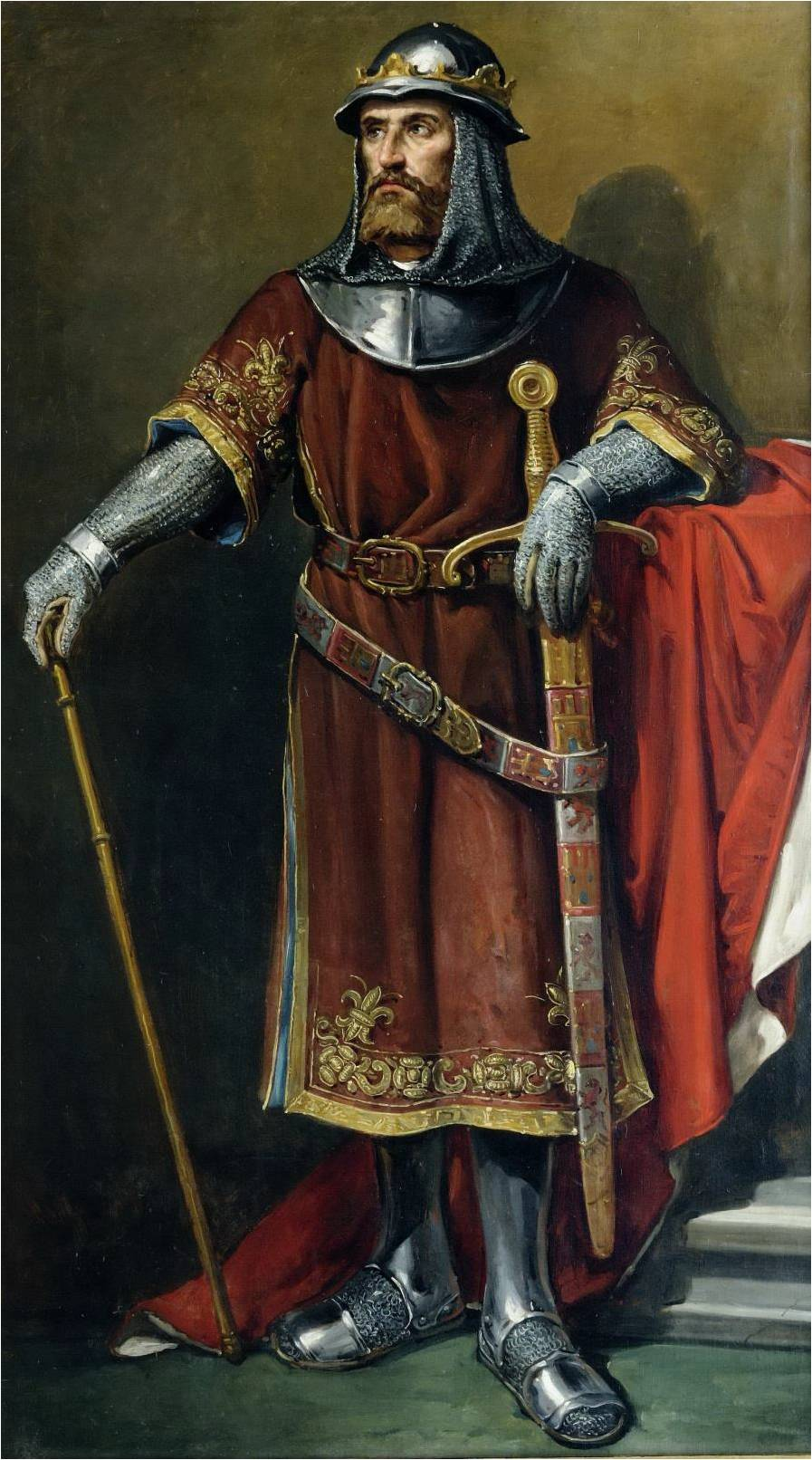
Retrato imaginario del rey Sancho IV de Castilla. José María Rodríguez de Losada. (Ayuntamiento de León).

- (1286) Esteban Pérez Florián.[6] También fue merino mayor de León y Asturias, alcaide de Serpa y Mora y tenente de las fortalezas de San Esteban de Gormaz, Castrojeriz, Fermoselle y Trastámara.[7]
- (1290) Diego Gómez de Roa. También fue teniente de gran comendador de Castilla y León en la Orden de San Juan de Jerusalén.[6]
- (1291) Fernán Pérez de Andrade.[6]
- (1293-1294) Sancho Sánchez de Ulloa. Fue un noble castellano de la familia Ulloa,[6] y también fue señor de Ulloa y de Monterroso[8] y repostero mayor del rey Sancho IV de Castilla.[9]

### Reinado de Alfonso XI de Castilla (1312-1350)
- (1327) Juan Martínez de Leiva. Fue señor de Leiva, Baños, Coruña y Valdescaray,[10] merino mayor de Castilla,[11] guarda y camarero mayor del rey Alfonso XI de Castilla, merino mayor de Vizcaya, caballero de la Orden de la Banda, prestamero mayor de Vizcaya, notario mayor de los privilegios rodados y mayordomo mayor de la infanta Leonor de Castilla, hermana de Alfonso XI y posteriormente reina consorte de Aragón por su matrimonio con el rey Alfonso IV de Aragón.[12]
- (1327-1340) Alonso Jofre Tenorio. Fue señor de Moguer, almirante de Castilla, guarda mayor del rey, alcaide de Sevilla y alguacil mayor de Toledo, y era hijo de Diego Alfonso Tenorio, tesorero mayor del rey, y de Aldonza Jofre de Loaysa.[10] Y murió combatiendo contra los musulmanes en una batalla naval librada en el Estrecho de Gibraltar en 1340.[10]
- (1350) Lope Díaz de Cifuentes. Ricohombre castellano y señor de Almansa. Era hijo de Diego Ramírez de Cifuentes,[10] adelantado mayor de León y de Asturias y señor de Almanza y Cifuentes,[13] y de Leonor Fernández de Saldaña.[10]

### Reinado de Pedro I de Castilla (1350-1369)
- (1350) Gutier Fernández de Toledo. Fue señor de Anamella, camarero mayor del rey Pedro I de Castilla y también su repostero y guarda mayor.[10]
- (1351) Fernán Pérez Calvillo. Fue señor de Cotillas, alcalde de las sacas del reino de Murcia[14] en los territorios comprendidos desde Veas hasta Ontur, alcalde del rey y su guarda mayor,[15] y teniente de adelantado mayor de este reino en nombre de Martín López de Córdoba, maestre de las órdenes de Alcántara y Calatrava. Y era hijo de Hernán Calvillo, señor de Cotillas, y de Teresa García.[14]
- (1352) Díaz Martín afirmó que en febrero de 1352 Gómez Pérez de Toledo,[15] que fue alguacil mayor de Toledo,[14] era guarda mayor a las órdenes del guarda mayor del rey,[15] pero Jaime de Salazar y Acha señaló que ese autor tal vez confundió al padre con el hijo y que en realidad el guarda mayor del rey en estos momentos era Día Gómez de Toledo, hijo de Gómez Pérez y señor de Casarrubios, Valdepusa y Malpica, notario mayor del reino de Toledo y alcalde mayor de dicha ciudad.[14]
- (1353) Pedro González de Mendoza. Fue un noble castellano de la Casa de Mendoza, y era hijo de Gonzalo Yáñez de Mendoza y de Juana de Orozco.[16] Fue señor de Hita y Buitrago, entre otras muchas villas, mayordomo mayor del rey Juan I de Castilla,[16] y ocupó el cargo de adelantado mayor de Castilla entre finales de 1365 y principios de 1366.[17]Gran dobla o dobla de a diez de Pedro I de Castilla, hijo y sucesor de Alfonso XI, acuñada en Sevilla en 1360. (M.A.N., Madrid).

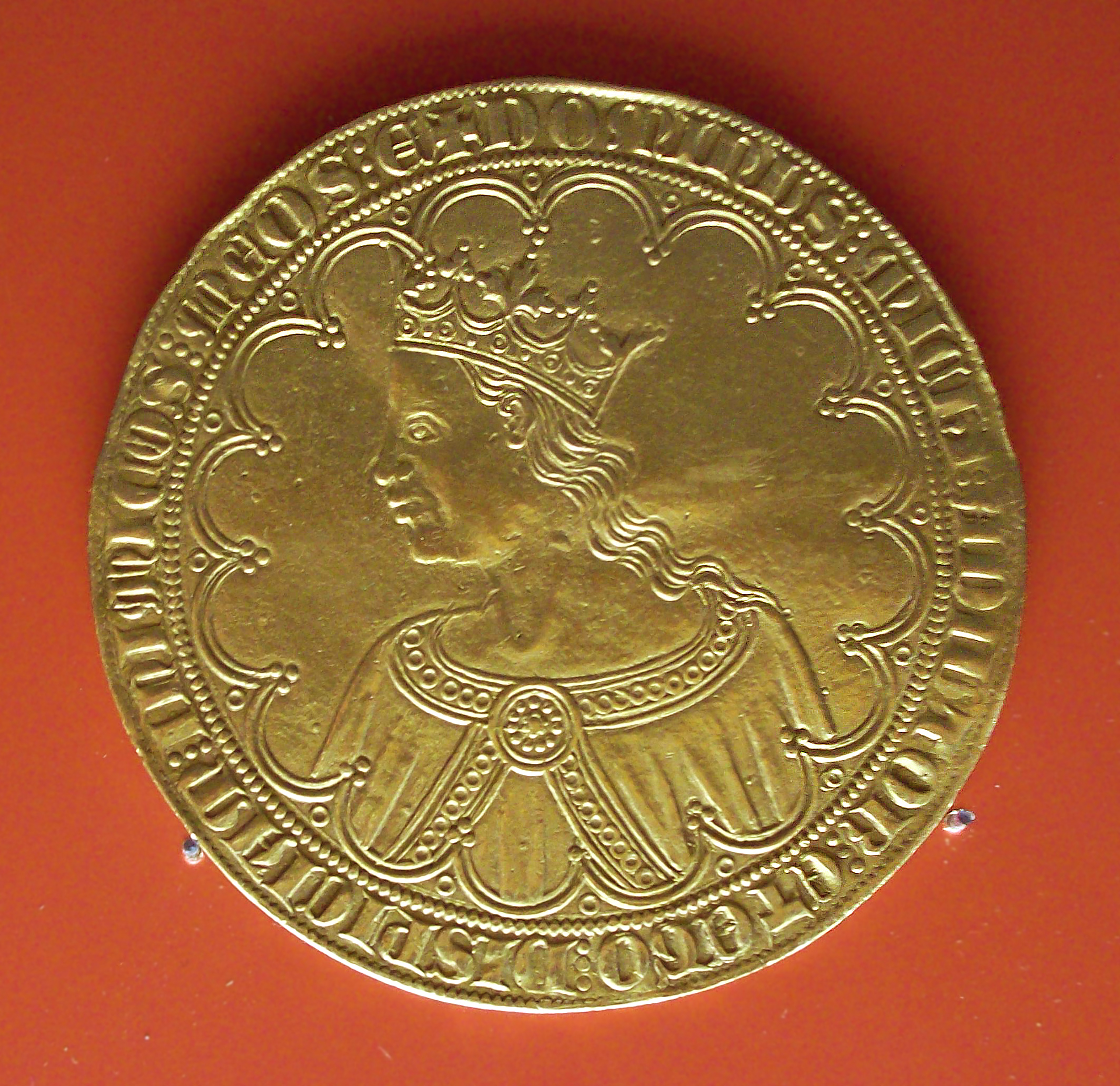
Gran dobla o dobla de a diez de Pedro I de Castilla, hijo y sucesor de Alfonso XI, acuñada en Sevilla en 1360. (M.A.N., Madrid).

- (1354) Juan Rodríguez de Cisneros. Hay constancia de que ocupó el cargo en diciembre de 1354,[15] y fue un ricohombre castellano que fue señor de la Casa de Viduerna y también de Castrillo y Guardo,[14] guarda mayor del rey, y adelantado y merino mayor de León y Asturias.[18] Y era hijo de Arias González de Cisneros, ricohombre de Castilla, y de Mencía de Manzanedo.[14]
- (1355-1356) Fernán Pérez Portocarrero. A principios de octubre de 1355 ya era guarda mayor del rey, y ocupó el cargo al menos hasta mediados de octubre de 1356.[19] Fue señor de Pinto, adelantado mayor de Castilla,[20] guarda mayor del rey y oficial de la escudilla del rey, y era hijo de Martín Fernández Portocarrero y de Inés Pardo.[21]
- (1361-1368) Men Rodríguez de Biedma. Adoptó el nombre de Men Rodríguez de Benavides tras haber sido designado heredero de los bienes de la Casa de Benavides por su primo, Juan Alfonso de Benavides,[22] que era hijo de Juan Alonso de Benavides y de Teresa Alonso Godínez, y fue mayordomo mayor de la reina Blanca de Borbón y justicia mayor de la Casa del rey, entre otros muchos cargos,[23] y fue además señor de Santisteban del Puerto, La Mota, Tenorio, Mayela, Estiviel y Ardiles, caudillo mayor del obispado de Jaén y capitán general de la frontera en el año 1360.[22]
- (1368) Gonzalo González Dávila. En 1368 era guarda mayor del rey, según consta en un privilegio rodado expedido el día 26 de mayo de ese mismo año. Y Luis Vicente Díaz Martín señaló que esa fue la única ocasión en que un guarda mayor del rey figuró entre los confirmantes de un documento de esa clase.[24]
- (1368-1369) Men Rodríguez de Biedma.[22]

### Reinado de Enrique II de Castilla (1369-1379)

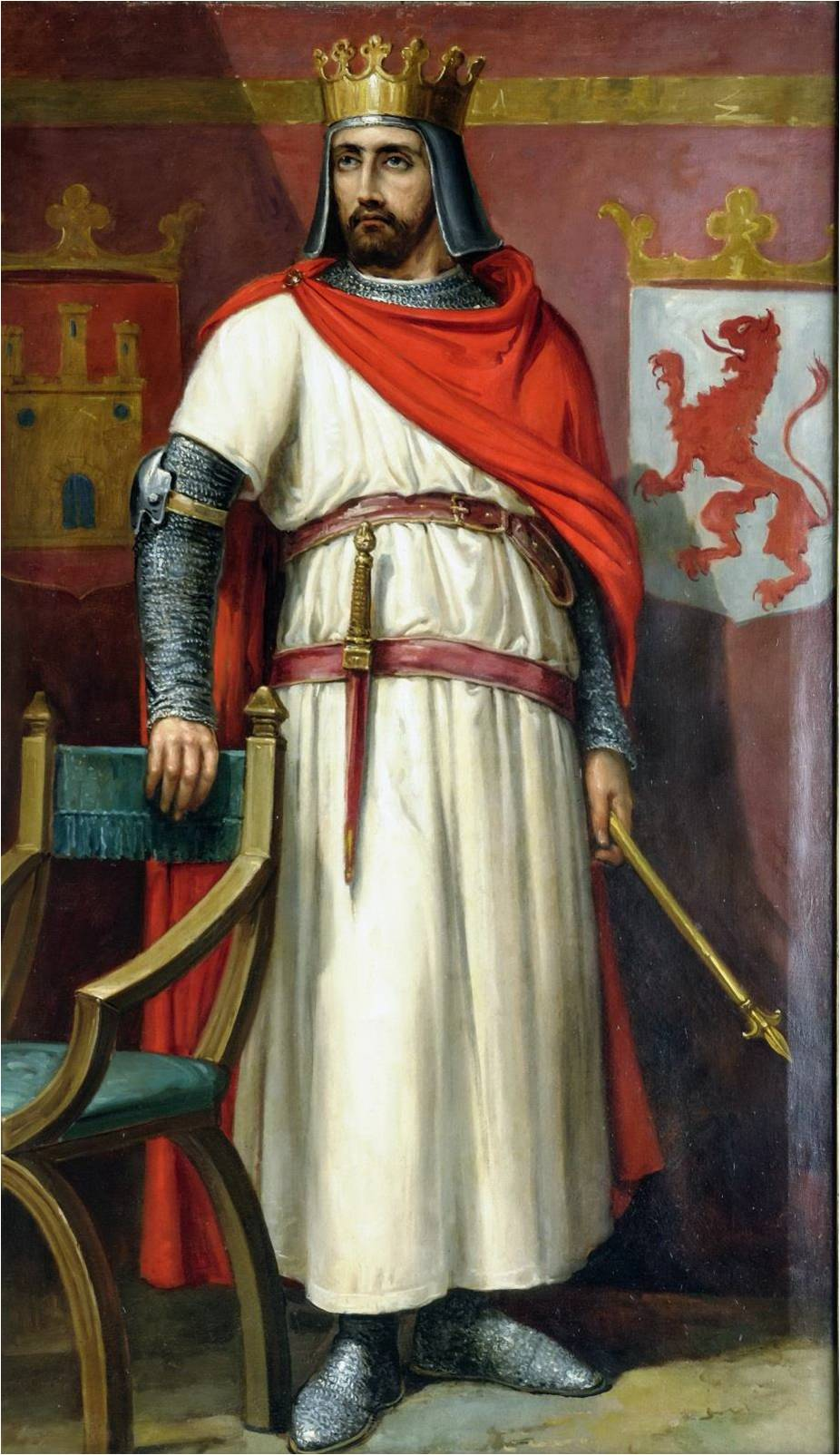
Retrato imaginario de Enrique II de Castilla. José María Rodríguez de Losada. (Ayuntamiento de León).

- (1369-1379) Men Rodríguez de Biedma.[22][25]
- (1370-1374) Fernando Sánchez de Tovar. Fue señor de Astudillo, Castroponce, Los Gelves y el El Aljarafe de Sevilla,[22] y ocupó los cargos de adelantado mayor de Castilla,[17] almirante de Castilla, guarda mayor del rey y alcalde entregador de la Mesta.[22] Además, murió de peste en 1384, durante el sitio de Lisboa, y era hijo de Ruy Fernández de Tovar y de Elvira Ruiz Cabeza de Vaca.[22]
- (1375-1379) Sancho Fernández de Tovar. Era hijo del anterior y de Isabel de Padilla, y contrajo matrimonio con Teresa de Toledo. Fue señor de Cevico de la Torre y guarda mayor de los reyes Enrique II, Juan I y Enrique III.[26][25]

### Reinado de Juan I de Castilla (1379-1390)
- (1379-1381) Men Rodríguez de Biedma. Según Jaime de Salazar y Acha este individuo ocupó el cargo de guarda mayor del rey a lo largo de varios reinados y hasta el año 1381,[22] pero Francisco de Paula Cañas Gálvez afirmó que lo hizo hasta 1380.[25]
- (1379-1390) Sancho Fernández de Tovar.[26][25]
- (1380) Íñigo Ortiz de Zúñiga.[25] Fue señor de Alesanco, camarero mayor de la reina Blanca de Borbón y alcalde mayor de Sevilla, y era hijo de Diego López de Zúñiga, señor de Alesanco, y de Teresa Hurtado de Mendoza.[27] Y Salazar y Acha, basándose en la Crónica del rey Don Pedro, afirmó que fue guarda mayor de la reina Blanca de Borbón en 1361.[27]
- (1386) Pedro Rodríguez de Fonseca.[25] En Portugal poseía los señoríos de Mora, Casiano y Condacunto, entre otros, y también fue alcaide del castillo de Olivenza, posadero mayor del rey Juan I de Castilla y de su hijo Enrique III,[28] guarda mayor del rey Juan I de Castilla,[25] y acemilero mayor del mismo monarca.[29] Y era hijo del caballero portugués Rui Pires de Fonseca y de Inés de Acuña.[30]

### Reinado de Enrique III de Castilla (1390-1406)
- (1390-1394) Sancho Fernández de Tovar.[26][25]

### Guardas mayores desde elsigloXV
Desde este siglo varias familias ocuparon el cargo hereditariamente y de forma simultánea:
- Los Tovar, señores de Cevico de la Torre.
- Los Mendoza, señores de Almazán.
- Los Fonseca, señores de las tercias de Badajoz.
- Los Estúñiga, señores de Alesanco.
- Los Osorio, condes de Trastámara.
- Los Acuña, condes de Buendía.
- Los Manuel, señores de Belmonte de Campos y descendientes del rey Fernando III de Castilla.

## Guardas mayores de la reina
- (1361) Íñigo Ortiz de Zúñiga, mencionado anteriormente. En 1361 era guarda mayor de la reina Blanca de Borbón, esposa de Pedro I de Castilla.[27]